# Héctor Rodríguez (Judoka)
Héctor Rodríguez Torres (* 12. August 1951 in Guanajay) ist ein ehemaliger kubanischer Judoka. Er war 1976 der erste kubanische Olympiasieger im Judo.
Der 1,67 m große Rodríguez trat bis 1976 in der damals untersten Gewichtsklasse (Leichtgewicht) an. Nach der Neuordnung der Gewichtsklassen 1977 kämpfte er im Halbleichtgewicht, 1978 war er kubanischer Meister in dieser Gewichtsklasse.
Rodríguez gewann bei den Olympischen Spielen 1972 in München seine ersten zwei Kämpfe und unterlag dann dem Franzosen Jean-Jacques Mounier. In der Hoffnungsrunde schied er gegen den Nordkoreaner Kim Yong-ik aus. Bei den Judo-Weltmeisterschaften 1973 unterlag er dem Japaner Takao Kawaguchi, im Kampf um die Bronzemedaille besiegte Rodríguez den Franzosen Mounier. 1975 erreichte Rodríguez das Finale bei den Panamerikanischen Spielen und erhielt die Silbermedaille nach seiner Niederlage gegen den Kanadier Brad Farrow.
Bei den Olympischen Spielen 1976 in Montreal gewann Rodríguez das Halbfinale gegen den Ungarn József Tuncsik durch Waza-Ari. Im Finale traf er auf den Südkoreaner Chang Eun-kyung und siegte durch eine Yuko-Wertung. 1979 erkämpfte Rodríguez eine Bronzemedaille bei den Panamerikanischen Spielen. 1980 nahm er zum dritten Mal an Olympischen Spielen teil. Beim olympischen Turnier in Moskau verlor er seinen ersten Kampf gegen den späteren Olympiasieger Nikolai Soloduchin aus der Sowjetunion. In der Hoffnungsrunde schied Rodríguez gegen Jaroslav Kříž aus der Tschechoslowakei aus.